# Arabská nacionalistická garda
Arabská nacionalistická garda (Arabsky: الحرس القومي العربي, Alharas alqawmi alearabi) je sekulární dobrovolnická milice operující na území Syrské arabské republiky. Skupina se hlásí k myšlence arabského nacionalismu. Distancuje se však od sektářského, náboženského i etnického extremismu. Členové skupiny pocházejí z různých arabských zemí jako například Egypt, Irák, Libanon, Palestina, Tunisko, Sýrie nebo Jemen. Někteří z jejich bojovníků bojovali dříve v Libyjské občanské válce a Válce v Iráku.

## Ideologie
Ideologie skupiny staví na základech panarabismu, antisionismu a antikolonialismu. ANG má i svůj vlastní manifest, kde je stanoveno, že jména jednotek jsou inspirována arabskými a severoafrickými politiky a mučedníky, kteří vedli arabská nacionalistická hnutí, nebo byli zabiti islamisty.